# Adolphe Hug
Pour les articles homonymes, voir Hug.
Adolphe Hug, né le 23 septembre 1923 à Zurich et mort le 24 septembre 2006, est un joueur de football suisse qui évoluait au poste de gardien de but.

## Biographie
Hug a tout d'abord évolué dans le club genevois de l'Urania Genève Sport, puis a rejoint l'équipe du FC Locarno.
Il fut nommé Gardien de but de l'année du championnat suisse lors des saisons 1946/47 et 1947/48.
En international, il fut appelé en tant que l'un des gardiens remplaçants avec Eugen Corrodi du titulaire Georges Stuber en équipe de Suisse pour disputer la coupe du monde 1950 au Brésil.